# Timandra commixta
Timandra commixta är en fjärilsart som beskrevs av W. Warren 1895. Timandra commixta ingår i släktet Timandra och familjen mätare. Inga underarter finns listade i Catalogue of Life.